# Synestia

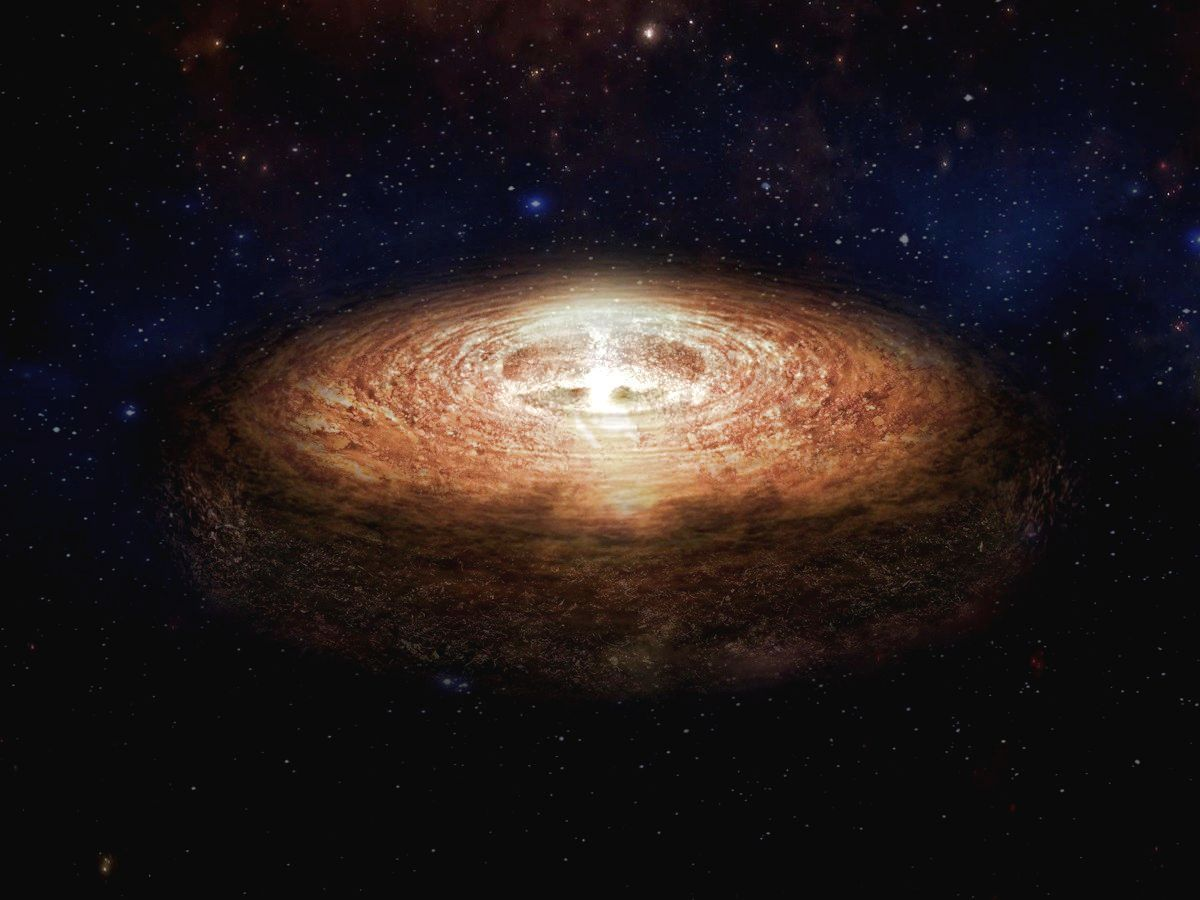
Vue d'artiste de synestia.

Une synestia (ou synestie) est une hypothétique masse de roches vaporisés de forme torique à rotation rapide. Dans les simulations informatiques d'impacts géants d'objets en rotation, une synestia peut se former si le moment cinétique total est supérieur à la limite de co-rotation. Au-delà de la limite de co-rotation, la vitesse à l'équateur d'un corps dépasserait la vitesse orbitale. Dans une synestia, cela se traduit par une région interne tournant à une vitesse unique avec un tore faiblement connecté en orbite au-delà. Les synestias présentent également des différences dans les manteaux, à la fois thermiquement et dans leur composition, par rapport aux précédents modèles d'évolution terrestre en raison en partie d'une pression intérieure plus faible. Il s'agit d'un concept évalué dans le cadre de la formation de la Lune,.

## Composition
Une synestia est composée de trois éléments principaux : la zone la plus interne (appelée région de corotation), une zone médiane (appelée région de transition) et la zone la plus éloignée, connue sous le nom de région en forme de disque (disk-like region).
La région corotative tourne comme un corps solide. Elle se caractérise par de la vapeur chaude ainsi que des niveaux d'entropie et des vitesses angulaires élevés. La région de transition est généralement un changement continu entre la région de co-rotation et la région de type anneau. Ici, dans la plupart des simulations, la vitesse angulaire et la température suivent un gradient régulier, tous deux décroissant avec le rayon. Le gradient de température est créé par le mélange de vapeur chaude des régions internes avec un matériau condensé plus froid venant de plus loin. Avec le temps, cela s'équilibre en une seule vapeur. Cela aboutit finalement à la région en forme de disque dont l'apparence peut varier considérablement avec différentes conditions initiales pour le moment angulaire, la masse et l'entropie.

## Hypothèse d'impact géant
Selon des études, la synestia est un processus à un stade précoce de la formation de la Terre et de la Lune dans l'hypothèse de l'impact géant. Dans ce modèle, une synestia s'est formée à la suite d'une collision avec un objet de haute énergie et de moment angulaire élevé. Les températures de surface de la synestia sont limitées par le point d'ébullition de la roche, autour de 2300 K. Au fur et à mesure que la synestia résultante se refroidit en rayonnant de la chaleur dans l'espace, des gouttelettes de magma se forment dans ses couches externes, puis pleuvent vers l'intérieur pendant des dizaines d'années, provoquant la contraction de la synestia. La masse restant en dehors de la limite de Roche de la région intérieure s'est ensuite accrêtée pour former des satellites mineurs, qui se sont ensuite combinés, aboutissant à la formation de la Lune.
La Terre s'est reformée plus tard, une fois que la synestia s'est suffisamment refroidie pour tomber dans la limite de co-rotation. Selon ce modèle, la Lune s'étant formée dans un nuage de vapeur provenant de la Terre, cela explique pour ses rapports isotopiques sont similaires à ceux de la Terre, ce que la théorie de l'impact géant ne peut expliquer. La formation ultérieure de la Terre, après le refroidissement de la synestie, explique également qu'elle ait accumulé des éléments plus volatils que la Lune.